# Méliphage bridé
Bolemoreus frenatus
Espèce
Statut de conservation UICN

 LC  : Préoccupation mineure
Le Méliphage bridé (Bolemoreus frenatus, anciennement Lichenostomus frenatus) est une espèce de passereaux méliphages de la famille des Meliphagidae.

## Répartition
Cet oiseau vit dans le nord-est du Queensland.

## Habitat
Il habite les forêts humides tropicales et subtropicales de basse altitude et les mangroves.

## Taxinomie
Suivant les travaux phylogéniques de Nyári & Joseph (2011), l'espèce est déplacée vers le nouveau genre Bolemoreus.